# 下流正義 (電影)
是一部2011年的美国法律驚悚電影，由布拉德·福爾曼執導，改編自麥可·康奈利的同名小說《林肯律師》。男主角是馬修·麥康納希。

## 劇情
麥克·海勒（馬修·麥康納希 飾），暱稱「米契」，出身洛杉磯律師世家，亦是一名縱橫加州的律師，其座駕為高雅奢華的林肯車，因而人稱「林肯律師」。
由於林肯律師舌燦蓮花、口若懸河、貪財好利，深知訴訟技巧，常耍小手段，又多半為江湖人物、暴力分子、飆車族、販毒者、應召女郎等社會邊緣人士辯護，使他常被法官、警察甚至是他前妻檢察官美姬（瑪麗莎·托梅 飾）消遣，但他從不以為意，依然一意孤行。
直到有一天，林肯律師接下一個案子：比佛利山的富家子弟路易·盧雷（瑞恩·菲利普 飾）被指控強姦並毆打一名妓女。林肯律師原以為盧雷案是非常單純的小案，直到他的好友兼私家偵探，也是芝加哥退休警官的法蘭克（威廉·梅西 飾）因協助調查此案被謀殺，林肯律師卻被栽贓，他只好一面辯護，一面發掘事實真相，設法全身而退......

## 演員
- 馬修·麥康納希 飾 Mickey Haller（英语：Mickey Haller）
- 瑪麗莎·托梅 飾 Margaret McPherson
- 瑞恩·菲利普 飾 Louis Ross Roulet
- 喬許·盧卡斯 飾 Ted Minton
- 約翰·李古查摩 飾 Val Valenzuela
- 麥可·潘納 飾 Jesus Martinez
- 巴布·甘頓 飾 Cecil Dobbs
- 法蘭西絲·費雪 飾 Mary Windsor
- 布萊恩·克蘭斯頓 飾 Detective Lankford
- 威廉·梅西 飾 Frank Levin
- 特拉斯·艾堅斯（英语：Trace Adkins） 飾 Eddie Vogel
- 勞倫斯·梅森（英语：Laurence Mason） 飾 Earl
- 瑪格麗塔·蕾薇瓦 飾 Regina "Reggie" Campo
- 蓓兒·詹姆斯（英语：Pell James） 飾 Lorna Taylor
- 希亞·溫漢 飾 Dwayne Jeffrey "DJ" Corliss
- 凱瑟琳·莫寧 飾 Gloria
- 麥可·派瑞 飾 Detective Kurlen
- 米凯拉·考林 飾 Detective Heidi Sobel
- 麥肯齊·阿拉讓姆（英语：Mackenzie Aladjem） 飾 Hayley Haller

## 外部連結
- 開眼電影網上《下流正義》的資料（繁體中文）
- 豆瓣电影上《林肯律师》的資料 （简体中文）
- 时光网上《林肯律师》的資料（简体中文）
- AllMovie上的资料（英文）
- 爛番茄上的資料（英文）
- Box Office Mojo上的資料（英文）
- TCM电影资料库上的资料（英文）
- Metacritic上的資料（英文）
- 互联网电影数据库（IMDb）上的资料（英文）